# O Cerco (2021)
O Cerco é um longa-metragem brasileiro de 2021, do gênero experimental, dirigido por Aurélio Aragão, Gustavo Bragança e Rafael Spínola, realizado com a Rocinante Produções. Teve sua estreia mundial na competição da Mostra de Cinema de Tiradentes.

## Sinopse
Ana está cercada. No apartamento de baixo, os fantasmas do passado e, no terraço, os fantasmas do futuro. Mas ela resiste.

## Recepção
Hermano Callou, da Revista Cinética, escreveu "Os créditos finais de O Cerco (Aurélio Aragão, Gustavo Bragança, Rafael Spínola, 2021) terminam com uma legenda informando o local e o período de realização do filme: “Rio de Janeiro, 2013 – 2020”. A escolha pouco usual dos três diretores de declarar o período completo de quase uma década entre a concepção e a finalização expressa um certo desejo de vincular a obra e o tempo. Adotando um método de escrita de roteiro e encenação procedural, que era conduzido em grande medida pelo trabalho de improvisação dos atores e pela recusa sistemática de repetir as tomadas no processo de filmagem, o filme parece ter desejado tornar-se poroso às transformações da atmosfera social e política que marcaram o intervalo, iniciado pelo ano das jornadas de junho e concluído com as mortes em massa no governo Bolsonaro." 